# Диферент судна

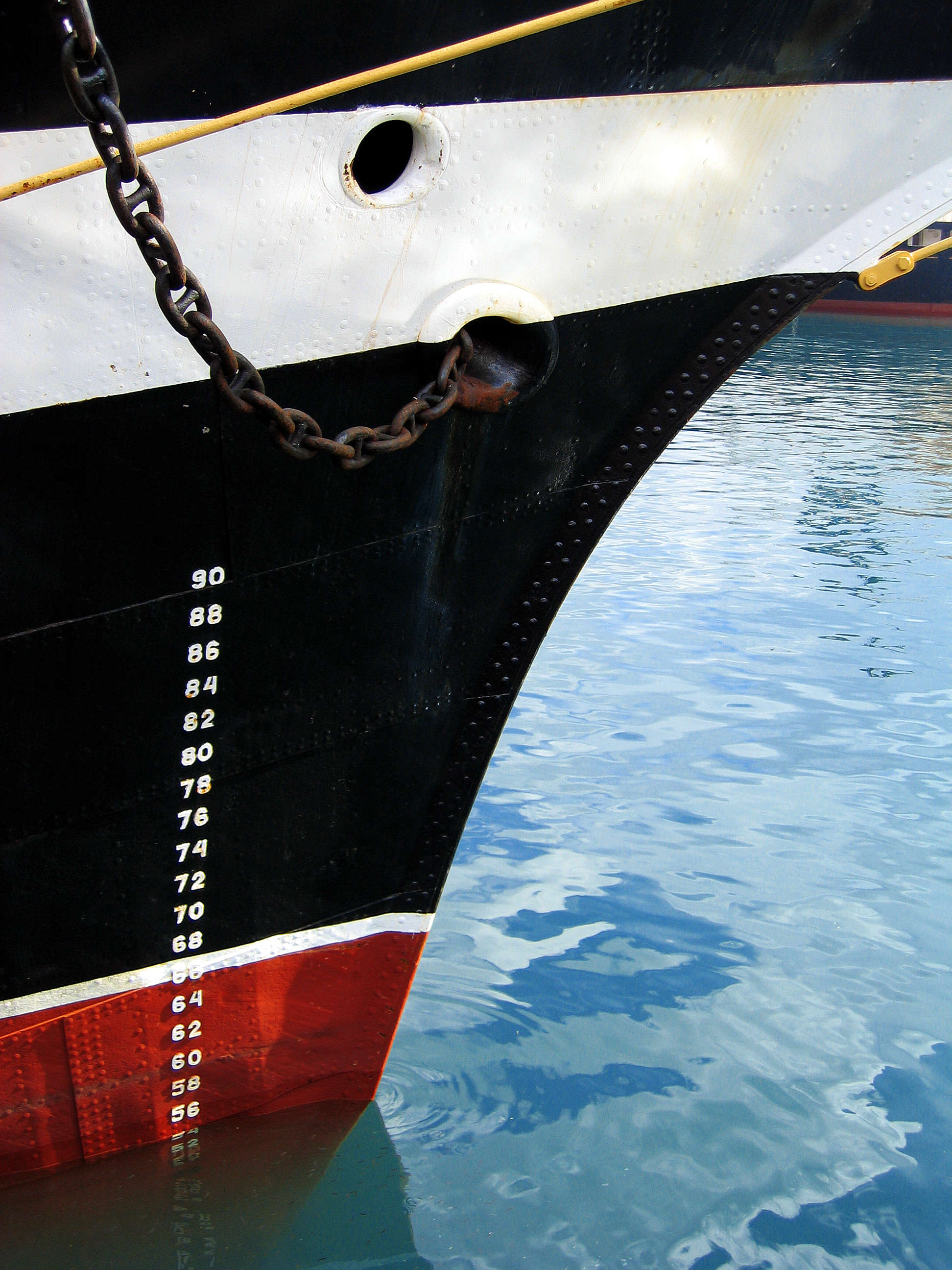
Марка носової осадки

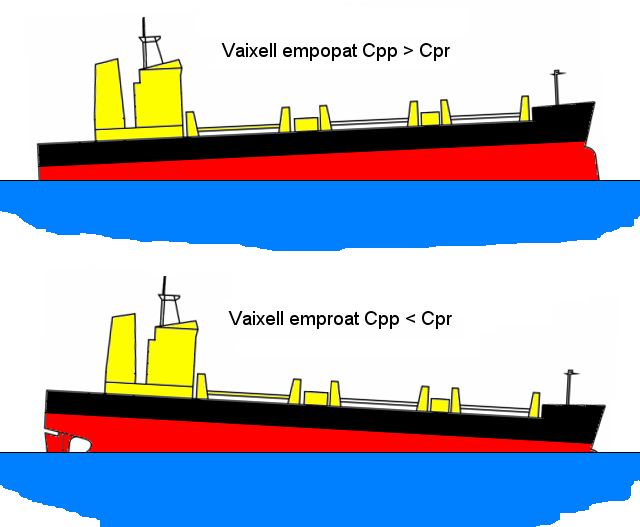
Посадка судна з диферентом на корму (вгорі) та ніс (внизу)

Дифере́нт су́дна (від лат. differens, род. відм. differentis — «різниця») — різниця між носовою (Тf) і кормовою (Та) осадками.

## Основні поняття
Диферент судна характеризує посадку судна і вимірюється кутом поздовжнього нахилу судна або різницею його осадок (занурень) кормою і носом. Якщо їх різниця дорівнює нулю, говорять, що судно «сидить на рівному кілі», при позитивній різниці — судно сидить з диферентом на корму, при негативній — з диферентом на ніс. У більшості випадків судна плавають з диферентом на корму.

## Практичне значення
Диферент судна впливає на повороткість судна, умови роботи гребного гвинта, прохідність в льодах тощо. Розрізняють диферент судна статичний і ходовий, який виникає при великих швидкостях руху. Диферент судна зазвичай регулюють прийомом або видаленням водяного баласту.
В практиці розрахунків нахилів судна у поздовжній площині, пов'язаних із визначенням диференту, замість кутового диференту використовують лінійний диферент, тобто d = Тf - Тa.